# Крал на Италия
Крал на Италия (на латински: rex Italiae; на италиански: re d'Italia) е титла, носена от владетелите на няколко исторически кралства:
- ранносредновековното Кралство Италия, едно от варварските кралства през V-X векове. Първият владетел, претендиращ за титлата крал на Италия, е Одоакър, а след това остготските и лангобардските крале, през IX-X век клон на Каролингите и редица други претенденти. Нито един от германските крале на Италия през този период не е контролирал целия Апенински полуостров. В периода 962 – 1806 титлата крал на римляните е тясно свързана с титлата Император на Свещената Римска империя.

- Кралство Италия, създадено през 1805 от Наполеон I в северната част на полуострова (столица – Милано, правоприемник на Цизалпинската (1797 – 1802) и Италианската (1802 – 1805) република). Единственият монарх на тази държава (до 1814) е Наполеон, а вицекрал – неговият осиновен син Йожен дьо Боарне;

- Кралство Италия е създадено през 1861 след обединението на Италия. В него управляват кралете от Савойската династия, управлявали преди това Сардинското кралство със столица в Торино; през 1870 столицата на обединена Италия е преместена в Рим. Кралството просъществува до отмяната на монархията през юни 1946.

## Крале в Италия по периоди

### Кралство на Одоакър
- 476 – 493: Одоакър (ок.433 – 493)

### Кралство на остготите(476 – 553)
През 493 г. остготският водач Теодорих побеждава Одоакър и поставя началото на нова династия. Остготското управление приключва през 553 г. със смъртта на Тея, когато Италия е поставена под пряк контрол на Източната Римска империя.
- 470 – 526: Теодорих Велики (451 – 526)
- 526 – 534: Аталарих (516 – 534)
- 526 – 534: Амалазунта (ум. 535)
- 534 – 536: Теодахад (ум. 536)
- 536 – 540: Витигис (ок.500 – 542)
- През 540 г. короната на остготите е предлагана на византийския пълководец Велизарий, но той отказва.
- 540 – 541: Хилдебад (ум. 541)
- 541 – 541: Ерарих (ум. 541)
- 541 – 552: Тотила (ум. 552)
- 552 – 552: Тея (ум. 552)

### Лангобардско кралство(568 – 814)
- 568 – 572: Албоин (ум. 572)
- 572 – 574: Клеф (ум. 574)
- 574 – 584: Съвет от херцози
- 584 – 591: Аутари (ум. 591)
- 591 – 616: Агилулф (ум. 616)
- 616 – 626: Адалоалд (ум. 626)
- 626 – 636: Ариоалд (ум. 636)
- 636 – 652: Ротари (ум. 652)
- 652 – 659: Родоалд (ум. 659)
- 659 – 662: Ариперт I (ум. 662)
- 662 – 662: Годеперт (ум. 662)
- 662 – 672: Гримоалд (ум. 672)
- 672 – 672: Гарибалд (ум. 672)
- 672 – 691: Перктарит (ум. 691)
- 686 – 700: Кунинкперт (ум. 700)
- 700 – 701: Лиутперт (ум. 701)
- 701 – 701: Рагинперт (ум. 701)
- 701 – 712: Ариперт II (ум. 712)
- 712 – 712: Анспранд (ум. 712)
- 712 – 744: Лиутлранд (ум. 744)
- 744 – 736: Хилдепранд (ум. 744)
- 744 – 749: Ратчис
- 749 – 756: Айзтулф (ум. 756)
- 756 – 757: Ратчис втори път (ум. 757)
- 757 – 774: Дезидериус (ум. ок. 786)

През 774 г. Лангобардското кралство е завладяно от краля на франките Карл Велики, който се короновал в Павия като крал на лангобардите.
- 774 – 814: Карл Велики (747 – 814), крал на франките от 768, Император на Запада от 800 г.

### Франкско Италианско кралство(781 – 963)
През 781 г. Карл Велики дава управлението на Италия на своя син Пипину като кралство, васално на Франкското (от 800 г. – империя).
- 781 – 810: Пипин (777 – 810)
- 812 – 818: Бернардо (ок.797 – 818)
- 818 – 855: Лотар I (795 – 855), император на Запада от 817, крал на Бавария 814 – 817, крал на Среднофранкското кралство (след разделянето на Франкската империя) от 843
- 844 – 875: Лудвиг I (825 – 875), крал на Прованс от 863, император от 855
- 875 – 877: Карл II Плешиви (823 – 877), крал на Швабия 831 – 833, крал на Аквитания 839 – 843, 848 – 854, крал на Западнофранкското кралство от 840, император от 875
- 877 – 879: Карломан (830 – 880), крал на Бавария от 876
- 879 – 887: Карл III (839 – 888) – крал на Източнофранкското кралство 876 – 887 (до 882 крал на Алемания и Реция), крал на Западното Франкско кралство от 884 – 887, крал на Лотарингия (Карл II) от 882 – 887, император 881 – 887

След свалянето на Карл III Тлъсти през 887 г. кралството става фактически независимо, кралете стават изборни.
- 888 – 924: Беренгар I (850 – 924), маркграф на Фриули от 874, император от 915 г. Признава се за васал на краля на Източното Франкско кралство Арнулф Каринтийски, сваля Арнулф през 896 г., след което до 898 г. кралството е разделено на две части
- 889 – 894: Гуидо Сполетски (ум. 894), маркграф на Камерино от 876, маркграф и херцог на Сполето от 882, император от 891, противник на Беренгар от Фриули
- 891 – 898: Ламберт Сполетски (ум.896), маркграф и херцог на Сполето и Камерино 894 – 895, император от 894
- 896 – 899: Арнулф Каринтийски (ок. 850 – 899), крал на Източнофранкското кралство от 887, император от 896
  - 896: Ратолд, вицекрал на Италия
- 900 – 905: Лудвиг III Слепи (ок.880 – 928), император на Запада 901 – 905, крал на Долна Бургундия 887 – 924, противник на Беренгар от Фриули през 900 – 902 и 905.
- 922 – 933: Рудолф II Бургундски (880 – 937), крал на Горна Бургундия от 912, крал на Бургундия от 933, изгонен от Италия
- 926 – 947: Хуго I Провански (ок. 880 – 948), граф на Арл (ок.895 – 928), граф на Виен (ок. 895 – 926), крал на Долна Бургундия (924 – 933)
- 945 – 950: Лотар II (ок.915 – 950)
- 950 – 961: Беренгар II Иврейски (ум.961), маркграф на Ивреa 924 – 940
- 950 – 963: Адалберт II Иврейски (ок. 932 – ок. 975), съуправител на баща си

През 951 г. Ото I Велики нахлува в Италия и е коронован като „крал на лангобардите“. През 952 г. Беренгар и Адалберт се признават за васали на Ото, а през 961 г. са свалени от него.

### Кралство Италияв състава на Свещената Римска империя (962 – 1648)
- 1002—1014: Ардуин от Ивреа
- 1093—1098: Конрад II Лотарингски, син на император Хайнрих IV

### Кралство Италия (1805-1814)
- Йожен дьо Боарне, вицекрал, представлявал Наполеон I

### Списък на кралете на Италия от Новото време
1. Виктор Емануил II (1861 – 1878)
2. Умберто I (1878 – 1900)
3. Виктор Емануил III (1900 – 1946)
4. Умберто II (май-юни 1946)